# ادسیلیا رومبلی
ادسیلیا رومبلی (به هلندی: Edsilia Rombley) (زاده ۱۳ فوریه ۱۹۷۸) خواننده هلندی است.
او در مسابقه آواز یوروویژن ۲۰۰۷ و مسابقه آواز یوروویژن ۱۹۹۸ نماینده هلند بود.